# Мехмет Хайри Тархан
Мехмет Хайри Тархан (тур. Mehmet Hayri Tarhan; 29 февраля 1880, Малко-Тырново, Восточная Румелия — 11 декабря 1934, Анкара, Турция) — военный деятель Османской империи и Турецкой Республики.

## Биография
Родился 29 февраля 1880 года в болгарском городе Тырноваджик (ныне Малко-Тырново) в семье Хафиза Хасан-бея. 
В 1899 году поступил в Военную академию, проучившись 6 лет, после чего проходил стажировку в пехотных, кавалерийских и артиллерийских частях 5-й и 2-й армий. 
В 1907 году был повышен до старшего лейтенанта и начал преподавать в Военной академии, занимая должности помощника преподавателя по естественным и военным наукам. В 1909 году стал заместителем начальника Военной академии. 
С 1910 по 1913 годы служил в генеральных штабах 1-й и 3-й армий. В 1911 году получил звание майора и участвовал в Балканских войнах в качестве начальника штаба инспекции 3-й армии. В 1914 году он вновь был назначен заместителем начальника Военной академии, а затем занимал различные должности в Генеральном штабе и 1-й армии. В начале первой мировой войны его перевели в разведывательное отделение Главного штаба. 
В мае 1915 года назначается начальником штаба 16-го корпуса, входившего в состав группы Анафарталар во время битвы в Чанаккале, где служил под командованием Мустафы Кемаля Ататюрка. В июне 1920 года принял участие в Турецком национальном движении, где был назначен начальником штаба командования фронта Адана. Принимал участие в сражении при Мараше и командовал 9-й дивизией (Марашской дивизией) в боях за отбитие Газиантепа у французов.
В марте 1921 года был повышен до полковника и с дивизией направлен на Западный фронт. Однако перед началом битвы при Сакарье назначается инспектором тыла в Яхшихане. В октябре 1921 года стал командующим Газиантепа и возглавлял комиссию по определению сирийской границы. В 1922 году был назначен генеральным инспектором военных школ, затем председателем Главного управления снабжения и директором Военной академии. В 1925 году направили военным атташе в Бухарест. 
В 1928 году перешёл из пехоты в транспортные войска и стал инспектором транспорта. В 1929 году получил звание генерал-майора. 
Скончался 11 декабря 1934 года спустя день после отставки. Его похоронили на военном кладбище Джебеджи в Анкаре, а в 1988 году его останки были перенесены на Государственное кладбище.